# 2370 van Altena
2370 van Altena је астероид главног астероидног појаса. Приближан пречник астероида је 13,38 ,
а средња удаљеност астероида од Сунца износи 2,713 астрономских јединица (АЈ).
Инклинација (нагиб) орбите у односу на раван еклиптике је 8,280 степени, а орбитални период износи 1632,476 дана (4,469 године). Ексцентрицитет орбите астероида износи 0,183.
Апсолутна магнитуда астероида износи 12,60 а геометријски албедо 0,089.
Астероид је откривен 10. јуна 1965. године.